# Élections générales anglaises de 1690
 (juin 2017).
Les élections générales anglaises de 1690 se sont déroulées en Angleterre entre février et mars 1690. Ces élections sont remportées par le parti tory.